# Van Helsing - Dracula's Revenge
Van Helsing - Dracula's Revenge (Dracula 3000) è un film del 2004 diretto da Darrell James Roodt. La storia è un'inusuale rivisitazione fantascientifica del romanzo Dracula di Bram Stoker, qui ambientata in un lontano futuro. Conosciuto anche con il titolo Van Helsing nello spazio, Il film ha ricevuto recensioni e valutazioni negative.

## Trama
(Humvee a 187)
In un ipotetico futuro, durante un'azione di recupero di relitti viene ritrovato il corpo dormiente del Conte Graf Orlok, seppellito all'interno di un cargo e proveniente dal pianeta “Transilvania”. Un po' di sangue casualmente versato risveglierà il vampiro.